# Adriano Mari
Adriano Mari (Firenze, 16 dicembre 1813 – Fiesole, 24 luglio 1887) è stato un politico italiano.
Fu senatore del Regno d'Italia nella XV e XVI legislatura.

## Biografia

### Il periodo granducale
Nato a Firenze dal ramo livornese della famiglia Mari, studiò giurisprudenza all'Università di Pisa e si dedicò fino al 1831 alla professione di avvocato. Cominciò la sua attività politica nel 1848 quando, cacciato il granduca e insediatosi un governo repubblicano, venne eletto deputato all'Assemblea toscana dove si schierò tra le file dei moderati. Ma abbandonò quasi subito il suo scranno parlamentare per il prevalere, nell'assemblea, dell'estrema fazione democratica e ritornò nuovamente all'attività forense. Tuttavia in quanto liberale, caduta la Repubblica Toscana, assunse la difesa di importanti imputati politici durante il periodo della restaurazione granducale.

### Il Regno d'Italia
Nel 1859 lavorò attivamente per la fine del Granducato e per l'annessione al Piemonte e successivamente venne eletto deputato al parlamento dove rimase per otto legislature in rappresentanza di diversi collegi toscani. Pur essendosi sin dall'inizio collocato a Destra, godette comunque della stima anche di altri partiti politici tanto che venne nominato membro di numerose commissioni e relatore di vari progetti di legge.
Dopo il trasferimento della capitale d'Italia a Firenze, sua città natale, fu eletto alla Presidente della Camera il 6 dicembre 1866, al terzo scrutinio, in ballottaggio con Mordini, e venne poi riconfermato una prima volta il 18 dicembre 1866 ed ancora il 27 marzo 1867 battendo Francesco Crispi.
Dall'ottobre del 1867 al gennaio 1868 fu ministro di Grazia e Giustizia nel governo Menabrea e fu lui che firmò l'ordine di arresto di Garibaldi. In questo periodo turbinoso, segnato dalla Questione romana, non riuscì ad attuare le riforme che desiderava, ma operò comunque in maniera equilibrata e corretta.
Continuò la sua attività politica dopo l'avvento della Sinistra al potere, sia nelle vesti di deputato alla Camera che in ambito comunale e regionale a Firenze.
Nominato Senatore il 26 novembre 1884, prese però parte solo saltuariamente ai lavori a causa dell'età avanzata e del suo precario stato di salute.
È sepolto in una cappella familiare nel cimitero di Terenzano sulle colline di Fiesole, con un busto di Dante Sodini.

## Pubblicazioni
- La questione di Firenze trattata dal deputato Adriano Mari, Firenze, Libreria Paggi, 1878
- Il diritto alla vita e lo Stato. Note di economia Politica, Firenze, Tip. Di M. Ricci, 1899